# NGC 7129
NGC 7129 ist ein Reflexionsnebel im Sternbild Kepheus am Nordsternhimmel, der etwa 3500 Lichtjahre von der Erde entfernt ist. Er hat eine Ausdehnung von etwa zehn Lichtjahren. Ein offener Sternhaufen mit etwa 130 jungen Sternen, die jünger als eine Million Jahre sind, bringt NGC 7129 zum Leuchten.
Das Objekt wurde am 18. Oktober 1794 vom deutsch-britischen Astronomen William Herschel entdeckt.

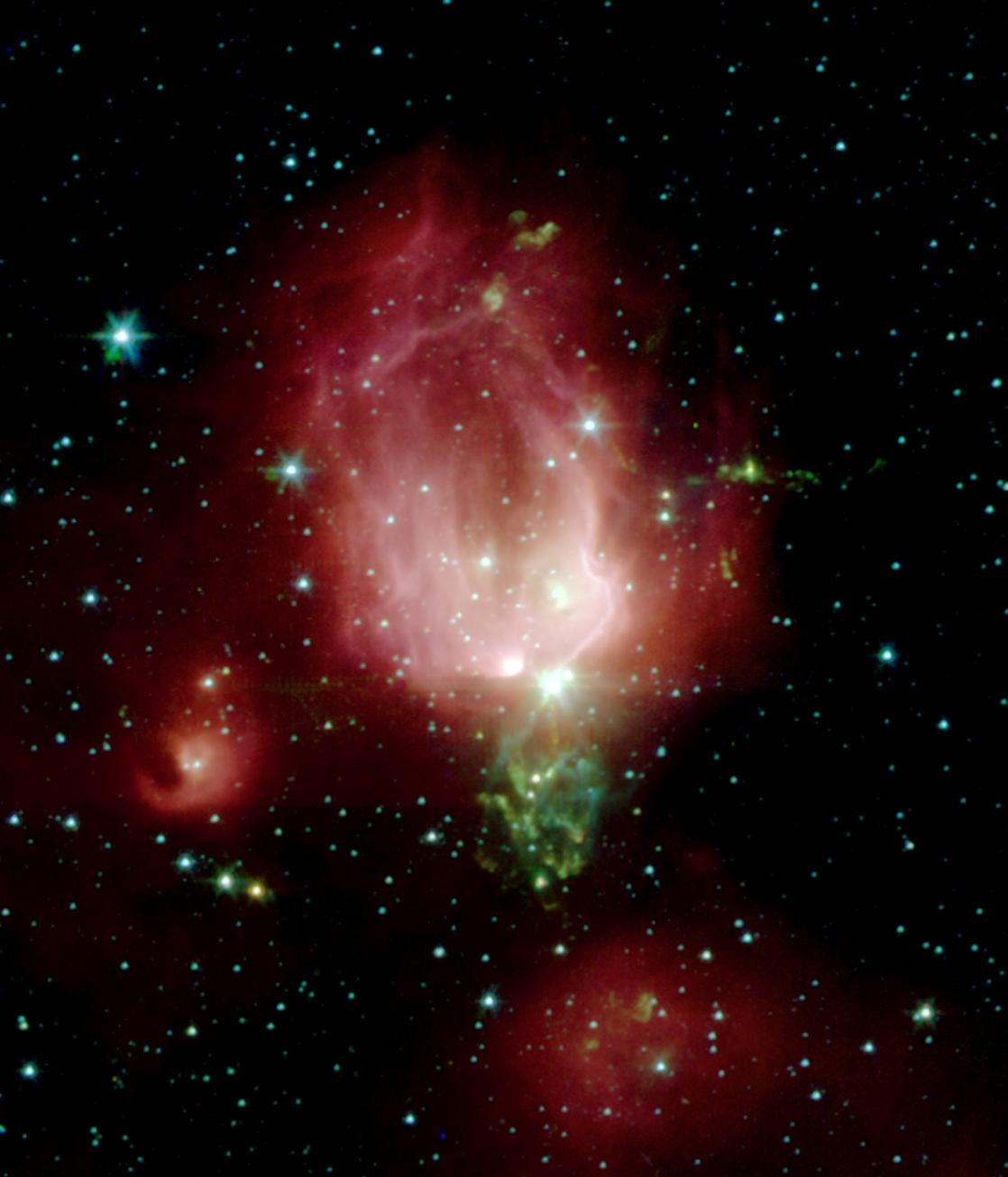
Der Reflexionsnebel NGC 7129 aufgenommen mit dem Spitzer-Weltraumteleskop